# Ducato di Ivrea
Il Ducato di Ivrea (all'epoca la città si chiamava Eporedia) fu un ducato longobardo, la cui capitale era Ivrea. Il territorio comprendeva le diocesi di Ivrea e Vercelli. Nel Liber pontificalis è citato come duca Tunnone, inviato da re Desiderio da papa Adriano I nel 772 per degli incarichi di fiducia.